# Dardanus (Sacchini)
Pour les articles homonymes, voir Dardanus.
Représentations notables
Dardanus est un opéra d’Antonio Sacchini. Il prend la forme d'une tragédie lyrique en quatre actes (révisée plus tard en une version en trois actes). Il a été joué pour la première fois au Petit Trianon du château de Versailles le 18 septembre 1784, puis à Paris à la salle du Théâtre de la Porte-Saint-Martin le 30 novembre de la même année. Le livret en français a été adapté par Nicolas-François Guillard de celui de Charles-Antoine Leclerc de La Bruère, déjà mis en musique par Jean-Philippe Rameau dans son opéra précédent du même nom.

## Histoire
L'adaptation de Guillard mélange les versions de 1739 et 1744 de l'opéra de Rameau, mais se base principalement sur la seconde. Si « la page de titre de la partition imprimée ne lit que des « paroles de M. Guillard », [en fait] l'essentiel du texte est de La Bruère ». Les interventions de Guillard consistaient principalement à « [omettre] le prologue, [modifier] l'ordre des événements dans l'acte 3 et [comprimer] habilement les actes 4 et 5 ». Le librettiste « a justifié sa refonte du sujet ... [en expliquant] que son but était de resserrer l'intrigue et de créer une meilleure motivation pour les personnages ». Le divertissement dansant est conçu par Pierre Gardel.
L'opéra n'a pas de succès lors de sa création et n'a pas plus de six représentations. Maillard, qui joue Iphise, et Larrivée, qui joue Teucer, sont jugés insuffisants, ce dernier devant être remplacé par Moreau après la deuxième représentation. L'Opéra dans son ensemble est profondément impliqué dans l'hostilité croissante envers la prédilection de la reine Marie-Antoinette pour les étrangers, Sacchini étant son favori. Elle-même présente le musicien au roi en 1783, lorsqu'il a été célébré à la cour avec un autre compositeur italien Piccinni, après qu'ils ont tous deux reçu des pensions substantielles en récompense de leurs opéras récemment mis en scène, Didon et Chimène.
Sacchini et Guillard décident plus tard de réviser Dardanus, le réduisant à trois actes et introduisant une nouvelle chorégraphie de Gaëtan Vestris. La nouvelle version est donnée au Fontainebleau le 20 octobre 1785 et est plus tard portée à la scène de l'Opéra de Paris le 17 janvier 1786, bénéficiant  d'un total de 25 représentations en 1786-1787. « Il fut [plus tard] monté annuellement entre 1800 et 1808, et il fut chanté à 28 dates au cours de ces neuf années », avant d'être définitivement abandonné.

## Rôles
| Rôle | Type de voix     | Première distribution, 18 septembre 1784 devant les souverains français, Louis XVI et Marie-Antoinette |
| --- | ---------------- | --- |
| Iphise | soprano          | Marie Thérèse Maillard                                                                                 |
| Dardanus | ténor            | Étienne Lainez                                                                                         |
| Arcas | haute-contre     | Dufrenaye (également orthographié Dufresnay)                                                           |
| Anténor | taille / baryton | François Lays                                                                                          |
| Teucer | baryton-basse    | Henri Larrivée                                                                                         |
| Isménor | baryton-basse    | Auguste-Athanase (Augustin) Chéron                                                                     |
| Un officier du palais                                                                                         | baryton-basse    | M. Moreau                                                                                              |
| Deux coryphées                                                                                                | sopranos         | Adealaïde Gavaudan, cadette / Mlle Joinville                                                           |
| Deux confidentes                                                                                              | sopranos         | Gertrude Girardin / Aurore Domergue (choristes)                                                        |
| Guerriers, magiciens, sylphes, esprits : chœur                                                                |                  | |
| Ballerines : Marie-Madeleine Guimard, Victoire Saulnier ; danseurs masculins : Pierre Gardel, Auguste Vestris |                  | |

## Enregistrements
La musique de Dardanus est utilisée dans le film Jefferson à Paris. Des extraits de l'opéra sont apparus sur le CD de la bande originale, sous la direction de William Christie avec Jean-Paul Fouchécourt chantant le rôle-titre.
Deux airs pour Iphise (« Il me fuit ... Rien peut émouvoir » et « Cesse, cruel Amour, de régner sur mon âme ») sont enregistrés par Véronique Gens sur l'album Tragédiennes 2, publié par Virgin Classics en 2009, accompagnée de l'orchestre Les Talens Lyriques dirigé par Christophe Rousset.
Plus d'images
Véronique Gens, Les Talens Lyriques, Christophe Rousset – Tragédiennes 2.

### Livrets
- Charles-Antoine Leclerc de La Bruère et Nicolas-François Guillard, Dardanus, tragédie en trois actes; représenté devant leurs majestés, à Trianon, le 18 septembre 1784, Paris, Ballard, 1784 (lire en ligne sur Gallica).
- « Dardanus, Tragédie-lyrique en trois actes, paroles De La Bruère; avec des changemens par Guillard, musique de Sacchini », dans Suite du Répertoire du Théâtre Français, avec un choix des pièces de plusieurs autres théâtres, arrangées et mises in ordre par M. Lepeintre; et précédées de notices sur les auteurs; le tout terminé par une table générale, vol. III, Paris, Veuve Dabo, coll. « Grands-Opéras », 1822 (lire en ligne), p. 93-126.

### Autres sources
- Adolphe Jullien, La Cour et l'Opéra sous Louis XVI : Marie - Antoinette et Sacchini, Salieri, Favart et Gluck: D'après des documents inédits conservés aux archives de l'Etat et à l'Opéra, Paris, Librairie Académique (Didier), 1878 (lire en ligne).
- (en) Julian Rushton, « Dardanus (ii)», », dans Stanley Sadie (éd.), The New Grove Dictionary of Opera, vol. I, Grove (Oxford University Press), New York, 1997 (ISBN 978-0-19-522186-2), p. 1079.
- Théodore Lajarte, Bibliothèque Musicale du Théâtre de l'Opéra : Catalogue Historique, Chronologique, Anecdotique, vol. I, Paris, Librairie des bibliophiles, 1878 (lire en ligne sur Gallica), p. 345–46.
- (en) Spire Pitou, « Dardanus », dans The Paris Opéra : an encyclopedia of operas, ballets, composers and performers. Rococo and romantic, 1715-1815, Westport / Londres, Greenwood Press, 1985, XVIII-619 p. (ISBN 0-313-24394-8), p. 142–43.